# Metropolia Ćottogramu
Metropolia Ćottogramu – jedna z dwóch metropolii kościoła rzymskokatolickiego w Bangladeszu. Została erygowana 2 lutego 2017.

## Diecezje
- Archidiecezja Ćottogram
  - Diecezja Barisal
  - Diecezja Khulna

## Metropolici
- Moses Costa (2017–2021)
- Lawrence Subrata Howlader (od 2021)